# Familia Amitzantario
Los Amitzantarios (en griego: Αμυτζαντάριοι) fueron probablemente una aristocrática «familia» de Trebisonda o un grupo social de posibles orígenes plebeyos. Ellos fueron muy activos en el siglo XIV y fueron conectados estrechamente con los conflictos civiles que estallaron en el Imperio de Trebisonda durante ese período.